# Seznam měst podle zeměpisné délky
- 175° z. d. Nuku'alofa, Tonga
- 171° z. d. Apia, Samoa

## 170° z. d.
- 165° z. d. Nome, USA (Aljaška)

## 160° z. d.
- 157° z. d. Honolulu, USA (Havaj)
- 155° z. d. Hilo, USA (Havaj)
- 150° z. d. Anchorage, USA (Aljaška)

## 150° z. d.
- 149° z. d. Papeete, Francouzská Polynésie
- 147° z. d. Fairbanks, USA (Aljaška)

## 140° z. d.
- 134° z. d. Juneau, USA (Aljaška)

## 130° z. d.
- 123° z. d. Vancouver, Kanada
- 122° z. d. San Francisco, USA
- 122° z. d. Seattle, USA
- 121° z. d. Sacramento, USA

## 120° z. d.
- 119° z. d. Reno, USA
- 118° z. d. Los Angeles, USA
- 117° z. d. San Diego, USA
- 117° z. d. Tijuana, Mexiko
- 116° z. d. Boise, USA
- 115° z. d. Las Vegas, USA
- 114° z. d. Calgary, Kanada
- 113° z. d. Edmonton, Kanada
- 112° z. d. Phoenix, USA
- 112° z. d. Salt Lake City, USA

## 110° z. d.
- 106° z. d. Albuquerque, USA
- 106° z. d. El Paso, USA
- 106° z. d. Chihuahua, Mexiko
- 106° z. d. Mazatlán, Mexiko
- 106° z. d. Saskatoon, Kanada
- 105° z. d. Denver, USA
- 101° z. d. Monterrey, Mexiko

## 100° z. d.
- 99° z. d. Ciudad de México, Mexiko
- 98° z. d. San Antonio, USA
- 97° z. d. Dallas, USA
- 97° z. d. Oklahoma City, USA
- 97° z. d. Winnipeg, Kanada
- 96° z. d. Omaha, USA
- 96° z. d. Veracruz, Mexiko
- 95° z. d. Houston, USA
- 93° z. d. Des Moines, USA
- 93° z. d. Minneapolis, USA
- 92° z. d. Little Rock, USA
- 90° z. d. Ciudad de Guatemala, Guatemala
- 90° z. d. New Orleans, USA
- 90° z. d. St. Louis, USA

## 90° z. d.
- 89° z. d. Thunder Bay, Kanada
- 88° z. d. Belize City, Belize
- 88° z. d. Milwaukee, USA
- 87° z. d. Chicago, USA
- 87° z. d. Tegucigalpa, Honduras
- 86° z. d. Indianapolis, USA
- 86° z. d. Managua, Nikaragua
- 84° z. d. Cincinnati, USA
- 84° z. d. San José, Kostarika
- 83° z. d. Detroit, USA
- 82° z. d. Havana, Kuba
- 82° z. d. Tampa, USA
- 81° z. d. Savannah, USA
- 80° z. d. Charlotte, USA
- 80° z. d. Miami, USA
- 80° z. d. Pittsburgh, USA

## 80° z. d.
- 79° z. d. Guayaquil, Ekvádor
- 79° z. d. Ciudad de Panamá, Panama
- 79° z. d. Toronto, Kanada
- 78° z. d. Buffalo, USA
- 78° z. d. Quito, Ekvádor
- 77° z. d. Lima, Peru
- 77° z. d. Washington, D.C., USA
- 76° z. d. Cali, Kolumbie
- 76° z. d. Kingston, Jamajka
- 75° z. d. Cartagena, Kolumbie
- 75° z. d. Filadelfie, USA
- 75° z. d. Guantánamo, Kuba
- 75° z. d. Medellín, Kolumbie
- 75° z. d. Ottawa, Kanada
- 74° z. d. Bogotá, Kolumbie
- 74° z. d. Montréal, Kanada
- 73° z. d. Valdivia, Chile
- 73° z. d. New York, USA
- 72° z. d. Cuzco, Peru
- 72° z. d. Port-au-Prince, Haiti
- 71° z. d. Arequipa, Peru
- 71° z. d. Boston, USA
- 71° z. d. Maracaibo, Venezuela
- 71° z. d. Punta Arenas, Chile
- 71° z. d. Québec, Kanada
- 71° z. d. Valparaíso, Chile
- 70° z. d. Iquique, Chile
- 70° z. d. Santiago de Chile, Chile

## 70° z. d.
- 69° z. d. Santo Domingo, Dominikánská republika
- 68° z. d. Bangor, USA
- 68° z. d. La Paz, Bolívie
- 68° z. d. Ushuaia, Argentina
- 67° z. d. Caracas, Venezuela
- 66° z. d. San Juan, Portoriko
- 65° z. d. Sucre, Bolívie
- 64° z. d. Córdoba, Argentina
- 63° z. d. Halifax, Kanada
- 60° z. d. Port of Spain, Trinidad a Tobago
- 60° z. d. Manaus, Brazílie
- 60° z. d. Rosario, Argentina

## 60° z. d.
- 59° z. d. Bridgetown, Barbados
- 58° z. d. Buenos Aires, Argentina
- 58° z. d. Georgetown, Guyana
- 57° z. d. Asunción, Paraguay
- 56° z. d. Montevideo, Uruguay
- 55° z. d. Paramaribo, Surinam
- 52° z. d. Cayenne, Francouzská Guyana
- 52° z. d. Kourou, Francouzská Guyana
- 52° z. d. St. John's, Kanada
- 51° z. d. Nuuk, Grónsko
- 51° z. d. Porto Alegre, Brazílie

## 50° z. d.
- 48° z. d. Belém, Brazílie
- 48° z. d. Brasília, Brazílie
- 46° z. d. São Paulo, Brazílie
- 44° z. d. Belo Horizonte, Brazílie
- 43° z. d. Rio de Janeiro, Brazílie

## 40°v.d.
- 34° z. d. Recife, Brazílie

## 30° z. d.
- 26° z. d. Ponta Delgada, Portugalsko (Azorské ostrovy)
- 23° z. d. Praia, Kapverdy
- 22° z. d. Reykjavík, Island

## 20° z. d.
- 17° z. d. Dakar, Senegal
- 16° z. d. Funchal, Portugalsko (Madeira)
- 16° z. d. Nuakšott, Mauritánie
- 15° z. d. Conakry, Guinea
- 15° z. d. Las Palmas de Gran Canaria, Španělsko (Kanárské ostrovy)
- 13° z. d. Al-´Ajún, Západní Sahara
- 10° z. d. Monrovia, Libérie

## 10° z. d.
- 9° z. d. Galwa, Irsko
- 9° z. d. Lisabon, Portugalsko
- 8° z. d. Bamako, Mali
- 8° z. d. Cork, Irsko
- 8° z. d. A Coruña, Španělsko
- 8° z. d. Marrákeš, Maroko
- 8° z. d. Porto, Portugalsko
- 7° z. d. Casablanca, Maroko
- 7° z. d. Rabat, Maroko
- 7° z. d. Tórshavn, Faerské ostrovy
- 6° z. d. Dublin, Irsko
- 6° z. d. Sevilla, Španělsko
- 5° z. d. Gibraltar, Gibraltar
- 5° z. d. Salamanca, Španělsko
- 5° z. d. Ceuta, Španělsko
- 4° z. d. Abidžan, Pobřeží slonoviny
- 4° z. d. Brest, Francie
- 4° z. d. Glasgow, Velká Británie
- 4° z. d. Málaga, Španělsko
- 4° z. d. Plymouth, Velká Británie
- 3° z. d. Cardiff, Velká Británie
- 3° z. d. Edinburgh, Velká Británie
- 3° z. d. Liverpool, Velká Británie
- 3° z. d. Madrid, Španělsko
- 3° z. d. Timbuktu, Mali
- 2° z. d. San Sebastián, Španělsko
- 1° z. d. Birmingham, Velká Británie
- 1° z. d. Nantes, Francie
- 1° z. d. Ouagadougou, Burkina Faso
- 1° z. d. Portsmouth, Velká Británie
- 1° z. d. York, Velká Británie
- 0° z. d. Accra, Ghana
- 0° z. d. Bordeaux, Francie
- 0° z. d. Londýn, Velká Británie
- 0° z. d. Oran, Alžírsko
- 0° z. d. Valencie, Španělsko
- 0° z. d. Zaragoza, Španělsko

## 0°
Greenwich (Londýn), Velká Británie
- 1° v. d. Andorra la Vella, Andorra
- 1° v. d. Lomé, Togo
- 1° v. d. Toulouse, Francie
- 2° v. d. Barcelona, Španělsko
- 2° v. d. Niamey, Niger
- 2° v. d. Palma de Mallorca, Španělsko (Baleáry)
- 2° v. d. Paříž, Francie
- 3° v. d. Alžír, Alžírsko
- 3° v. d. Lagos, Nigérie
- 4° v. d. Antverpy, Belgie
- 4° v. d. Brusel, Brusel
- 4° v. d. Rotterdam, Nizozemsko
- 4° v. d. Lyon, Francie
- 5° v. d. Amsterodam, Nizozemsko
- 5° v. d. Bergen, Norsko
- 5° v. d. Marseille, Francie
- 6° v. d. Düsseldorf, Německo
- 6° v. d. Lucemburk, Lucembursko
- 6° v. d. Ženeva, Švýcarsko
- 7° v. d. Annaba, Alžírsko
- 7° v. d. Kolín nad Rýnem, Německo
- 7° v. d. Nice, Francie
- 7° v. d. Štrasburk, Francie
- 7° v. d. Turín, Itálie
- 8° v. d. Ajaccio, Francie (Korsika)
- 8° v. d. Brémy, Německo
- 9° v. d. Cagliari, Itálie (Sardinie)
- 9° v. d. Hannover, Německo
- 9° v. d. Libreville, Gabon
- 9° v. d. Milán, Itálie
- 9° v. d. Stuttgart, Německo
- 9° v. d. Vaduz, Lichtenštejnsko

## 10° v. d.
- 10° v. d. Aarhus, Dánsko
- 10° v. d. Hamburk, Německo
- 10° v. d. Oslo, Norsko
- 10° v. d. Trondheim, Norsko
- 10° v. d. Tunis, Tunisko
- 11° v. d. Florencie, Itálie
- 11° v. d. Innsbruck, Rakousko
- 11° v. d. Mnichov, Německo
- 11° v. d. Norimberk, Německo
- 11° v. d. Yaoundé, Kamerun
- 12° v. d. Benátky, Itálie
- 12° v. d. Göteborg, Švédsko
- 12° v. d. Cheb, Česko
- 12° v. d. Kodaň, Dánsko
- 12° v. d. Lipsko, Německo
- 12° v. d. Řezno, Německo
- 12° v. d. Řím, Itálie
- 12° v. d. San Marino, San Marino
- 13° v. d. Ancona, Itálie
- 13° v. d. Berlín, Německo
- 13° v. d. Drážďany, Německo
- 13° v. d. Luanda, Angola
- 13° v. d. Palermo, Itálie
- 13° v. d. Plzeň, Česko
- 14° v. d. Salcburk, Rakousko
- 14° v. d. Terst, Itálie
- 14° v. d. Tripolis, Libye
- 14° v. d. Linec, Rakousko
- 14° v. d. Lublaň, Slovinsko
- 14° v. d. Neapol, Itálie
- 14° v. d. Praha, Česko
- 14° v. d. Rijeka, Chorvatsko
- 14° v. d. Syrakusy, Itálie (Sicílie)
- 14° v. d. Štětín, Polsko
- 14° v. d. Valletta, Malta
- 15° v. d. Brazzaville, Konžská republika
- 15° v. d. Kinshasa, Demokratická republika Kongo
- 15° v. d. Liberec, Česko
- 15° v. d. Maribor, Slovinsko
- 15° v. d. N'Djamena, Čad
- 15° v. d. Štýrský Hradec, Rakousko
- 16° v. d. Brno, Česko
- 16° v. d. Vídeň, Rakousko
- 16° v. d. Záhřeb, Chorvatsko
- 17° v. d. Bratislava, Slovensko
- 17° v. d. Narvik, Norsko
- 17° v. d. Olomouc, Česko
- 17° v. d. Vratislav, Polsko
- 17° v. d. Windhoek, Namibie
- 18° v. d. Bangui, Středoafrická republika
- 18° v. d. Dubrovník, Chorvatsko
- 18° v. d. Gdaňsk, Polsko
- 18° v. d. Kapské Město, Jihoafrická republika
- 18° v. d. Nitra, Slovensko
- 18° v. d. Ostrava, Česko
- 18° v. d. Pécs, Maďarsko
- 18° v. d. Sarajevo, Bosna a Hercegovina
- 18° v. d. Stockholm, Švédsko
- 19° v. d. Banská Bystrica, Slovensko
- 19° v. d. Budapešť, Maďarsko
- 19° v. d. Lodž, Polsko
- 19° v. d. Podgorica, Černá Hora
- 19° v. d. Tirana, Albánie
- 19° v. d. Tromsø, Norsko

## 20° v. d.
- 20° v. d. Bělehrad, Srbsko
- 20° v. d. Benghází, Libye
- 20° v. d. Kaliningrad, Rusko
- 20° v. d. Kiruna, Švédsko
- 20° v. d. Krakov, Polsko
- 20° v. d. Poprad, Slovensko
- 20° v. d. Segedín, Maďarsko
- 21° v. d. Debrecín, Maďarsko
- 21° v. d. Košice, Slovensko
- 21° v. d. Prešov, Slovensko
- 21° v. d. Skopje, Severní Makedonie
- 21° v. d. Varšava, Polsko
- 22° v. d. Turku, Finsko
- 22° v. d. Užhorod, Ukrajina
- 23° v. d. Athény, Řecko
- 23° v. d. Bělostok, Polsko
- 23° v. d. Sofie, Bulharsko
- 23° v. d. Soluň, Řecko
- 24° v. d. Lvov, Ukrajina
- 24° v. d. Plovdiv, Bulharsko
- 24° v. d. Riga, Lotyšsko
- 24° v. d. Tallinn, Estonsko
- 25° v. d. Helsinky, Finsko
- 25° v. d. Heráklion, Řecko (Kréta)
- 25° v. d. Kisangani, Demokratická republika Kongo
- 25° v. d. Oulu, Finsko
- 25° v. d. Vilnius, Litva
- 26° v. d. Bukurešť, Rumunsko
- 26° v. d. Edirne, Turecko
- 26° v. d. Gaborone, Botswana
- 26° v. d. Port Elizabeth, Jihoafrická republika
- 27° v. d. Burgas, Bulharsko
- 27° v. d. Minsk, Bělorusko
- 27° v. d. Smyrna, Turecko
- 28° v. d. Johannesburg, Jihoafrická republika
- 28° v. d. Kišiněv, Moldavsko
- 28° v. d. Lusaka, Zambie
- 28° v. d. Pretorie, Jihoafrická republika
- 29° v. d. Istanbul, Turecko
- 29° v. d. Bujumbura, Burundi

## 30° v. d.
- 30° v. d. Alexandrie, Egypt
- 30° v. d. Kigali, Rwanda
- 30° v. d. Kyjev, Ukrajina
- 30° v. d. Petrohrad, Rusko
- 30° v. d. Oděsa, Ukrajina
- 31° v. d. Durban, Jihoafrická republika
- 31° v. d. Harare, Zimbabwe
- 31° v. d. Káhira, Egypt
- 32° v. d. Ankara, Turecko
- 32° v. d. Chartúm, Súdán
- 32° v. d. Kampala, Uganda
- 32° v. d. Maputo, Mosambik
- 32° v. d. Smolensk, Rusko
- 33° v. d. Dnipro, Ukrajina
- 33° v. d. Lilongwe, Malawi
- 33° v. d. Murmansk, Rusko
- 33° v. d. Nikósie, Kypr
- 34° v. d. Tel Aviv, Izrael
- 35° v. d. Bejrút, Libanon
- 35° v. d. Dodoma, Tanzanie
- 35° v. d. Jeruzalém, Izrael/Palestinská autonomie
- 36° v. d. Ammán, Jordánsko
- 36° v. d. Damašek, Sýrie
- 36° v. d. Charkov, Ukrajina
- 36° v. d. Nairobi, Keňa
- 37° v. d. Aleppo, Sýrie
- 37° v. d. Moskva, Rusko
- 38° v. d. Addis Abeba, Etiopie
- 38° v. d. Krasnodar, Rusko
- 38° v. d. Voroněž, Rusko
- 39° v. d. Dar es Salaam, Tanzanie
- 39° v. d. Jaroslavl, Rusko
- 39° v. d. Mekka, Saúdská Arábie
- 39° v. d. Mombasa, Keňa
- 39° v. d. Rostov na Donu, Rusko

## 40° v. d.
- 40° v. d. Archangelsk, Rusko
- 40° v. d. Diyarbakır, Turecko
- 41° v. d. Batumi, Gruzie
- 43° v. d. Mosul, Irák
- 43° v. d. Džibuti, Džibutsko
- 44° v. d. Bagdád, Irák
- 44° v. d. Jerevan, Arménie
- 44° v. d. Nižnij Novgorod, Rusko
- 44° v. d. Tbilisi, Gruzie
- 44° v. d. Volgograd, Rusko
- 45° v. d. Aden, Jemen
- 45° v. d. Mogadišo, Somálsko
- 45° v. d. Grozný, Rusko
- 46° v. d. Saratov, Rusko
- 47° v. d. Antananarivo, Madagaskar
- 47° v. d. Basra, Irák
- 47° v. d. Rijád, Saúdská Arábie
- 48° v. d. Astrachaň, Rusko
- 48° v. d. Kuvajt, Kuvajt
- 49° v. d. Kazaň, Rusko

## 50° v. d.
- 50° v. d. Baku, Ázerbájdžán
- 51° v. d. Dauhá, Katar
- 51° v. d. Teherán, Írán
- 52° v. d. Šíráz, Írán
- 55° v. d. Dubaj, Spojené arabské emiráty
- 56° v. d. Ufa, Rusko
- 57° v. d. Perm, Rusko
- 57° v. d. Port Louis, Mauritius
- 58° v. d. Ašchabad, Turkmenistán
- 58° v. d. Maskat, Omán
- 59° v. d. Mašhad, Írán

## 60° v. d.
- 60° v. d. Jekatěrinburg, Rusko
- 66° v. d. Samarkand, Uzbekistán
- 67° v. d. Karáčí, Pákistán
- 67° v. d. Mazáre Šeríf, Afghánistán
- 68° v. d. Dušanbe, Tádžikistán
- 69° v. d. Chanty-Mansijsk, Rusko
- 69° v. d. Kábul, Afghánistán
- 69° v. d. Taškent, Uzbekistán

## 70° v. d.
- 71° v. d. Péšávar, Pákistán
- 72° v. d. Nur-Sultan, Kazachstán
- 73° v. d. Bombaj, Indie
- 73° v. d. Islámábád, Pákistán
- 73° v. d. Karaganda, Kazachstán
- 73° v. d. Omsk, Rusko
- 74° v. d. Biškek, Kyrgyzstán
- 74° v. d. Láhaur, Pákistán
- 76° v. d. Kašgar, Čína
- 77° v. d. Almaty, Kazachstán
- 77° v. d. Nové Dillí, Indie
- 78° v. d. Ágra, Indie
- 78° v. d. Hajdarábád, Indie

## 80° v. d.
- 80° v. d. Kolombo, Srí Lanka
- 80° v. d. Madrás, Indie
- 83° v. d. Novosibirsk, Rusko
- 85° v. d. Káthmándú, Nepál
- 87° v. d. Urumči, Čína
- 88° v. d. Kalkata, Indie

## 90° v. d.
- 90° v. d. Dháka, Bangladéš
- 91° v. d. Lhasa, Čína
- 93° v. d. Krasnojarsk, Rusko
- 96° v. d. Rangún, Myanmar
- 98° v. d. Medan, Indonésie

## 100° v. d.
- 100° v. d. Bangkok, Thajsko
- 101° v. d. Kuala Lumpur, Malajsie
- 101° v. d. Vientiane, Laos
- 103° v. d. Kchun-ming, Čína
- 103° v. d. Lan-čou, Čína
- 104° v. d. Irkutsk, Rusko
- 104° v. d. Palembang, Indonésie
- 104° v. d. Singapur, Singapur
- 105° v. d. Phnompenh, Kambodža
- 106° v. d. Hanoj, Vietnam
- 106° v. d. Ho Či Minovo Město, Vietnam
- 106° v. d. Jakarta, Indonésie
- 107° v. d. Ulánbátar, Mongolsko
- 108° v. d. Čchung-čching, Čína

## 110° v. d.
- 112° v. d. Surabaja, Indonésie
- 113° v. d. Čita, Rusko
- 113° v. d. Kanton, Čína
- 114° v. d. Hongkong, Čína
- 114° v. d. Wu-chan, Čína
- 115° v. d. Bandar Seri Begawan, Brunej
- 115° v. d. Perth, Austrálie
- 116° v. d. Peking, Čína

## 120° v. d.
- 121° v. d. Manila, Filipíny
- 121° v. d. Tchaj-pej, Tchaj-wan
- 122° v. d. Šanghaj, Čína
- 123° v. d. Šen-jang, Čína
- 125° v. d. Pchjongjang, Severní Korea
- 126° v. d. Soul, Jižní Korea
- 127° v. d. Charbin, Čína
- 129° v. d. Jakutsk, Rusko
- 129° v. d. Pusan, Jižní Korea

## 130° v. d.
- 130° v. d. Darwin, Austrálie
- 130° v. d. Kitakjúšú, Japonsko
- 132° v. d. Hirošima, Japonsko
- 132° v. d. Vladivostok, Rusko
- 133° v. d. Alice Springs, Austrálie
- 135° v. d. Chabarovsk, Rusko
- 135° v. d. Kjóto, Japonsko
- 135° v. d. Ósaka, Japonsko
- 138° v. d. Adelaide, Austrálie
- 139° v. d. Jokohama, Japonsko
- 139° v. d. Tokio, Japonsko

## 140° v. d.
- 141° v. d. Sapporo, Japonsko
- 145° v. d. Melbourne, Austrálie
- 147° v. d. Port Moresby, Papua Nová Guinea
- 147° v. d. Hobart, Austrálie (Tasmánie)
- 149° v. d. Canberra, Austrálie

## 150° v. d.
- 151° v. d. Magadan, Rusko
- 151° v. d. Sydney, Austrálie
- 153° v. d. Brisbane, Austrálie
- 158° v. d. Petropavlovsk-Kamčatskij, Rusko

## 160° v. d.
- 166° v. d. Nouméa, Nová Kaledonie

## 170° v. d.
- 172° v. d. Christchurch, Nový Zéland
- 174° v. d. Auckland, Nový Zéland
- 175° v. d. Wellington, Nový Zéland
- 178° v. d. Suva, Fidži